# كأس السويد 2018-19
كأس السويد 2018-19 (بالسويدية: Svenska cupen i fotboll 2018/2019)‏ هو الموسم 63 من كأس السويد. أقيم خلال الفترة 15 مايو 2018 وحتى 30 مايو 2019، وأشرف على تنظيمه اتحاد السويد لكرة القدم، وكان عدد الأندية المشاركة فيه 96، وفاز فيه نادي هكن.